# For Your Entertainment
For Your Entertainment är den amerikanska sångaren Adam Lamberts debutalbum. Den släpptes den 23 november 2009 i USA. Tre låtar från albumet har släppts som singlar världen över, For Your Entertainment, Whataya Want from Me och If I Had You, medan fyra andra låtar endast har släpps som singel i USA eller i vissa andra länder, Sleepwalker, Fever, Sure Fire Winners och Aftermath.
Albumet nådde plats nummer tre på Billboard 200 och sålde guld och platina i flera länder. Albumets andra singel Whataya Want from Me blev en internationell hit och hamnade i topp tio i fjorton länder. I Sverige hamnade både Whataya Want from Me och albumet på plats 8. Under 2010 fick albumet stöd av Lamberts första konsertturné, the Glam Nation Tour.

## Spårlista
| Nr  | Titel                          | Låtskrivare                              | Längd |
| --- | ------------------------------ | ---------------------------------------- | ----- |
| 1.  | Music Again                    | Justin Hawkins                           | 3:16  |
| 2.  | For Your Entertainment         | Lukasz Gottwald, Claude Kelly            | 3:35  |
| 3.  | Whataya Want from Me           | Pink, Max Martin, Shellback              | 3:47  |
| 4.  | Strut                          | Kara DioGuardi, Greg Wells, Adam Lambert | 3:29  |
| 5.  | Soaked                         | Matthew Bellamy                          | 4:33  |
| 6.  | Sure Fire Winners              | David Gamson, Alex James, Oliver Leiber  | 3:33  |
| 7.  | A Loaded Smile                 | Linda Perry                              | 4:04  |
| 8.  | If I Had You                   | Martin, Shellback, Savan Kotecha         | 3:48  |
| 9.  | Pick U Up                      | Rivers Cuomo, Wells, Lambert             | 4:00  |
| 10. | Fever                          | Lady Gaga, Rob Fusari, Jeff Bhasker      | 3:26  |
| 11. | Sleepwalker                    | Ryan Tedder, Aimee Mayo, Chris Lindsey   | 4:26  |
| 12. | Aftermath                      | Lambert, Alisan Porter, Ferras, Ely Rise | 4:26  |
| 13. | Broken Open                    | Wells, Lambert, Evan "Kidd" Bogart       | 5:03  |
| 14. | Time for Miracles (bonus spår) | Alain Johannes, Natasha Shneider         | 4:42  |

| 15. | Master Plan                          | Ryan Tedder, Dave Roth, Pat Benzner, David Jost | 3:21 |
| 16. | Down the Rabbit Hole"                | Greg Wells, Lambert, Evan Bogart                | 4:04 |
| 17. | No Boundaries                        | Kara DioGuardi, Cathy Dennis, Mitch Allan       | 3:48 |
| 18. | Voodoo                               | Adam Lambert, Sam Sparro, Jesse Rogg            | 3:13 |
| 19. | Can't Let You Go (endast UK edition) | Greg Wells, Claude Kelly                        | 4:14 |